# Аганыли
Аганыли — река в Оленёкском районе Якутии и Эвенкийском районе Красноярского края России, правый приток Котуя (бассейн Хатанги). Длина реки — 202 км (205 км от истока Сэкила), площадь водосборного бассейна — 6480 км².
Исток реки находится на Анабарском плато, на высоте более 510 м над уровнем моря, к югу от верховий реки Большая Куонамка. От истока течёт в юго-западном, затем в западном направлении. В среднем течении русло расширяется до 50 м. Протекает по незаселённой местности, лиственничная тайга подступает к берегам в долине реки. Впадает в Котуй справа в 777 км от его устья, ниже впадения Тукулана, но выше впадения Унгкяна, на высоте 149 м над уровнем моря. В нижнем течении ширина русла составляет 90 м при глубине 2,8 м, скорость течения — 0,7 м/с.

## Основные притоки
Указаны поименованные притоки длиной 30 км и более.
| Название           | Расстояние от устья | Длина | Положение |
| ------------------ | ------------------- | ----- | --------- |
| Бурукунгда         | 12                  | 60    | правый    |
| Онкучах-Бурукунгда | 16                  | 36    | правый    |
| Мыска              | 20                  | 48    | левый     |
| Чопко              | 57                  | 129   | правый    |
| Тонгус-Юрях        | 61                  | 66    | левый     |
| Эйим-Юрях          | 128                 | 43    | правый    |
| Тарытах            | 159                 | 41    | правый    |

## Данные водного реестра
По данным государственного водного реестра России и геоинформационной системы водохозяйственного районирования территории РФ, подготовленной Федеральным агентством водных ресурсов:
- Бассейновый округ — Енисейский
- Речной бассейн — Хатанга
- Речной подбассейн — Котуй
- Водохозяйственный участок — Котуй
- Код объекта в государственном водном реестре — 17040200112117600015199[5].